# Pachyteria basalis
Pachyteria basalis är en skalbaggsart som beskrevs av Waterhouse 1878. Pachyteria basalis ingår i släktet Pachyteria och familjen långhorningar.
Artens utbredningsområde är Sarawak. Inga underarter finns listade i Catalogue of Life.